# Хэмпсон, Джимми
Джеймс Хэмпсон (англ. James Hampson; 23 марта 1906 — 10 января 1938), более известный как Джимми Хэмпсон (англ. Jimmy Hampson) — английский футболист, центральный нападающий. Лучший бомбардир в истории футбольного клуба «Блэкпул», за который забил 252 гола в 373 матчах. Также выступал за национальную сборную Англии.

## Клубная карьера
Уроженец Литтл-Халтона (близ Солфорда, на тот момент — графство Ланкашир), Хэмпсон начал футбольную карьеру в клубе «Уокден Парк». В 1925 году стал игроком клуба Третьего северного дивизиона Футбольной лиги «Нельсон». В сезоне 1925/26 забил 13 голов в 20 матчах лиги, включая хет-трики в трёх матчах подряд. В следующем сезоне забил 23 гола в 35 матчах.
11 октября 1927 года перешёл в «Блэкпул» за 1250 фунтов. 15 октября 1927 года забил в своём дебютном матче против «Ноттс Каунти». В следующем матче против «Манчестер Сити» он сделал «дубль». Всего в своём дебютном сезоне за клуб он забил 31 гол в 33 матчах.
В сезоне 1928/29 забил 40 голов в лиге, став лучшим бомбардиром Второго дивизиона. Голевая статистика Хэмпсона привлекала внимание других команд: так, в сентябре 1928 года «Блэкпул» отверг предложение о продаже игрока со стороны «Арсенала», в июле 1929 года — со стороны «Миллуолла», в октябре 1929 года — со стороны «Дерби Каунти». Позднее игрока вновь пытался подписать «Арсенал», а также «Манчестер Юнайтед», предлагавшие «Блэкпулу» 10 тысяч фунтов за его переход, но руководство «мандариновых» отвергло эти предложения.
В сезоне 1929/30 «Блэкпул» выиграл Второй дивизион, а Хэмпсон вновь стал его лучшим бомбардиром, забив 45 голов.
В сезоне 1930/31 «Блэкпул» впервые в своей истории сыграл в Первом дивизионе и смог избежать выбывания из него, заняв 20-е место, хотя и пропустил рекордные 125 голов. Хэмпсон забил в чемпионате 31 гол в 41 матче. В следующем сезоне «Блэкпул» вновь занял 20-е место в чемпионате, а Хэмпсон забил 23 гола. В сезоне 1932/33 «Блэкпул» занял последнее 22-е место и выбыл во Второй дивизион; Хэмпсон забил в чемпионате 18 голов.
В сезоне 1933/34 из-за травмы провёл за команду только 23 матча, в которых забил 13 голов. В сезоне 1934/35 он сделал хет-трик в стартовом матче Второго дивизиона против «Бери, однако затем не забивал несколько матчей и был исключён из основного состава и не играл до февраля 1935 года. Тем не менее, сезон он завершил с 20 голами в 25 матчах. В сезоне 1935/36 из-за травм и конкуренции со стороны шотландского нападающего Бобби Финана сыграл только 21 матч и забил 6 голов. Вместо привычной ему позиции центрального нападающего он стал играть в основном на позиции левого инсайда.
В сезоне 1936/37 связка Хэмпсона и Финана забила 44 гола (Хэмпсон забил 16), а «Блэкпул» занял вторую строчку во Втором дивизионе и вернулся в Первый дивизион. В сезоне 1937/38 Хэмпсон забил 4 гола в 19 матчах.
Джимми Хэмпсон забил за «Блэкпул» 252 гола в 373 матчах. Он быстрее других игроков клуба пересёк отметку в 100 голов, забив 101 мяч в 97 своих первых играх за клуб с 1927 по 1930 год.
В 2006 году Хэмпсон был включён в Зал славы футбольного клуба «Блэкпул».

## Карьера в сборной
20 октября 1930 года Хэмпсон дебютировал за национальную сборную Англии в матче против сборной Ирландии, отличившись забитым мячом.
Всего провёл за сборную 3 матча, в которых забил 5 голов.
Также сыграл 4 матча за сборную Футбольной лиги, забив в них 9 голов, включая хет-трик в матче против сборной Ирландской футбольной лиги на «Блумфилд Роуд», а также пять голов в матче против объединённой сборной «Уэльса и всей Ирландии», который прошёл в рамках празднования серебряного юбилея Георга V 10 мая 1935 года.

#### Матчи за сборную Англии
| № | Дата            | Стадион                   | Соперник | Результат | Голы Хэмпсона | Турнир                     |
| - | --------------- | ------------------------- | -------- | --------- | ------------- | -------------------------- |
| 1 | 20 октября 1930 | «Брэмолл Лейн», Шеффилд   | Ирландия | 5:1       | 25′           | Домашний чемпионат 1930/31 |
| 2 | 22 ноября 1930  | «Рейскорс Граунд», Рексем | Уэльс    | 4:0       | 12′ 70′       | Домашний чемпионат 1930/31 |
| 3 | 7 декабря 1932  | «Стэмфорд Бридж», Лондон  | Австрия  | 4:3       | 4′ 27′        | Товарищеский матч          |

## Смерть
8 января 1938 года Хэмпсон провёл свой последний матч: это была игра Кубка Англии, в которой «Блэкпул» сыграл с «Бирмингем Сити». Благодаря его быстрому  вбрасыванию мяча из аута «Блэкпул» забил единственный гол за семь минут до окончания матча.
Два дня спустя, 10 января 1938 года, Хэмпсон отправился на морскую рыбалку на яхте с друзьями неподалёку от Флитвуда. 40-футовая яхта Defender столкнулась с траулером Cameo, после чего 31-летний Хэмпсон упал за борт. Он утонул, его тело не нашли.

## Достижения
Блэкпул
- Чемпион Второго дивизиона: 1929/30
- Вице-чемпион Второго дивизиона: 1936/37

Сборная Англии
- Победитель Домашнего чемпионата: 1930/31

### Личные достижения
- Лучший бомбардир Второго дивизиона Футбольной лиги (2): 1929, 1930
- Лучший бомбардир в истории футбольного клуба «Блэкпул»: 252 гола
- Лучший бомбардир футбольного клуба «Блэкпул» в сезоне (8): 1927/28, 1928/29, 1929/30, 1930/31, 1931/32, 1932/33, 1933/34, 1934/35
- Член Зала славы футбольного клуба «Блэкпул»: 2006

## Статистика выступлений
| Клуб             | Сезон            | Дивизион         | Лига | Лига | Кубок | Кубок | Прочие | Прочие | Итого | Итого |
| Клуб             | Сезон            | Дивизион         | Игры | Голы | Игры  | Голы  | Игры   | Голы   | Игры  | Голы  |
| ---------------- | ---------------- | ---------------- | ---- | ---- | ----- | ----- | ------ | ------ | ----- | ----- |
| Нельсон          | 1925/26          | Третий северный  | 20   | 13   | 0     | 0     | 0      | 0      | 20    | 13    |
| Нельсон          | 1926/27          | Третий северный  | 35   | 23   | 2     | 2     | 0      | 0      | 37    | 25    |
| Нельсон          | 1927/28          | Третий северный  | 9    | 6    | 0     | 0     | 0      | 0      | 9     | 6     |
| Нельсон          | Итого            | Итого            | 64   | 42   | 2     | 2     | 0      | 0      | 66    | 44    |
| Блэкпул          | 1927/28          | Второй дивизион  | 32   | 31   | 1     | 0     | 0      | 0      | 33    | 31    |
| Блэкпул          | 1928/29          | Второй дивизион  | 41   | 40   | 1     | 0     | 0      | 0      | 42    | 40    |
| Блэкпул          | 1929/30          | Второй дивизион  | 41   | 45   | 2     | 1     | 0      | 0      | 43    | 46    |
| Блэкпул          | 1930/31          | Первый дивизион  | 41   | 32   | 2     | 1     | 0      | 0      | 43    | 33    |
| Блэкпул          | 1931/32          | Первый дивизион  | 42   | 23   | 2     | 1     | 0      | 0      | 44    | 24    |
| Блэкпул          | 1932/33          | Первый дивизион  | 35   | 18   | 3     | 1     | 0      | 0      | 38    | 19    |
| Блэкпул          | 1933/34          | Второй дивизион  | 23   | 13   | 0     | 0     | 0      | 0      | 23    | 13    |
| Блэкпул          | 1934/35          | Второй дивизион  | 25   | 20   | 0     | 0     | 0      | 0      | 25    | 20    |
| Блэкпул          | 1935/36          | Второй дивизион  | 21   | 6    | 0     | 0     | 0      | 0      | 21    | 6     |
| Блэкпул          | 1936/37          | Второй дивизион  | 42   | 16   | 0     | 0     | 0      | 0      | 42    | 16    |
| Блэкпул          | 1937/38          | Первый дивизион  | 18   | 4    | 1     | 0     | 0      | 0      | 19    | 4     |
| Блэкпул          | Итого            | Итого            | 361  | 248  | 12    | 4     | 0      | 0      | 373   | 252   |
| Всего за карьеру | Всего за карьеру | Всего за карьеру | 425  | 290  | 14    | 6     | 0      | 0      | 439   | 296   |